# やっかいな機関車
『やっかいな機関車　汽車のえほん5』（やっかいなきかんしゃ（きしゃのえほん5））（原題 : TROBLESOME ENGINES）は、低学年の児童向け絵本シリーズ「汽車のえほん」の第5巻である。

## 概要
1950年9月にイギリスで発行されたウィルバート・オードリー牧師執筆による汽車のえほんシリーズの第5巻。4話の短編作品を収録した低学年の児童向け絵本。挿絵はレジナルド・ダルビーが担当。ポプラ社から1973年12月に日本語訳が出版されていたが、2004年ごろ品切重版未定となり、2005年に新装改訂版が出版された。2010年12月にミニ新装版が発売された。なお、新装改訂版では表紙に使用されている挿絵が、旧版とミニ新装版と異なっている。似たケースは第17巻「ゆうかんな機関車」でも発生している。

## 成立の過程と作品背景
1945年から、ほぼ毎年に1巻ずつ続巻してきた本シリーズの第5巻。トーマスが支線に去った後、大きなテンダー機関車たちは駅での入れ替え作業に不満で揉め事を起こす。出版当時はイギリスの四大私鉄が国有化された直後であり、労働争議が絶えなかった世相を反映した内容になっている。

## 収録作品
- ヘンリーとサーカスのぞう (Henry and the Elephant)
- 転車台と炭水車 (Tenders and Turntables)
- やっかいな三だいの機関車 (Trouble in the Shed)
- パーシーのしっぱい (Percy Runs Away)

## 登場キャラクター
テレビシリーズの機関車紹介と重複する解説は省略、本巻の内容で特筆すべきものを紹介。
- パーシー：本書で初登場。本書では牧師とダルビーの間の相談・指示が十分に行われていなかった可能性が高く、後述のオードリー一家登場も牧師が挿絵を出版されるまで見ていなかったかもしれない可能性がある事を示している。そんな中での初登場のため、牧師が描いたスケッチを示したか、モデルの写真か模型を見せるなどの何らかの方向を示したとは思われるが、機関車として実在し得ない出鱈目な姿（楕円形のタンクがボイラーの下まで回りこむ）をダルビーに与えられてしまった。その後担当画家がエドワーズ夫妻に替わると、ダルビーのデザインを遵守しながらも、26巻では産業用機関車である「エイボンサイド・クラスSS」に近い形状に描き直された。
- ジェームス：指示ミスか描き忘れのためか、ヘンリーとトンネル口ですれ違う際に列車種別標識灯を掲げていない。
- ヘンリー：7ページの車庫では青色の塗装と四角いバッファーを装備しており、一見ゴードンが2台いるように見える。これは、執筆当初1話目を通して以前と同じ青色で描かれていた名残である。
- ゴードン：27ページではターンテーブルが動かせず方向転換ができなかったため、バック運転中の姿が描かれている（テンダー機関車は運転台からの視認性の問題で、一部の種類を除いてバック運転は事故の危険性が高い）。
- エドワード
- トーマス

## その他
- 53ページの挿絵の左下のパーシーを見送る家族は、若き日のオードリー牧師と妻のマーガレット、息子クリストファー、娘ヴェロニカとヒラリーの一家。当時の一家の様子を伝える貴重な一枚と言えよう。出版前にオードリー牧師がこの挿絵の存在を知っていたかどうかは不明。もしかしたらレジナルド・ダルビーがお遊びで描いたのかもしれない。
- 機関車の重量が大き過ぎて、ターンテーブルを動かせなくなる事は良く起こるが、強風でターンテーブルが止まらなくなった事は1900年12月21日にミッドランド鉄道で起こった。午前5時30分、1310号機を方向転換中に風が強すぎて転車台が止まらなくなり、午前6時30分、砂袋を使用してやっと転車台を停止させた。この転車台はキーリー・アンド・ワースバレー鉄道で現在も使用されている。尚、同様の出来事はハイランド鉄道でも起こった事がある。
- 「ヘンリーとサーカスのぞう」では、サーカスの象がトンネルに入りヘンリーや作業員を困らせる。この話はインドで野生の象がトンネルに入り列車を止めてしまったというエピソードが元になっている。